# Emanuela Galliani
Emanuela Galliani es una astrónoma aficionada italiana. El Centro de Planetas Menores le acredita el descubrimiento del asteroide (23571) Zuaboni efectuado el 1 de enero de 1995 en colaboración con su esposo Marco Cavagna desde el Observatorio Astronómico Sormano.